# アカハラキツネザル
アカハラキツネザル（赤腹狐猿、Eulemur rubriventer）は、霊長目キツネザル科チャイロキツネザル属に分類される霊長類。

## 分布
マダガスカル（ツァラタナナ山地からアンドリンギトラ山地にかけて）

## 形態
体長35 - 40センチメートル。尾長43 - 53センチメートル。体重1.6 - 2.4キログラム。長い体毛で密に被われる。背面は赤褐色。尾は黒い。
オスは胸部や腹部が赤褐色で、眼下部に体毛が無く白い皮膚が裸出する。メスは胸部や腹部が淡黄色がかった白色で、眼下部に白い皮膚があまり裸出しない。

## 生態
熱帯雨林に生息する。樹上棲で、主に樹冠部に生息する。10 - 20ヘクタールの行動圏内を、1日あたり400 - 500メートルの距離を移動しながら生活する。このとき地位の高いメスが先導すると考えられている。オスの縄張りの中に複数のメスの縄張りが含まれることもある。2 - 6頭からなる家族群を形成して生活するが、大規模な群れを形成して生活することもある。昼夜を問わずに活動する。
食性は雑食で、植物の葉、花、果実、キノコ、昆虫、多足類などを食べる。
繁殖形態は胎生。妊娠期間は123 - 127日。9 - 10月に1回に1頭の幼獣を産む。出産直後はメスが幼獣を腹部にしがみつかせて運ぶが、生後35 - 100日にかけては雌雄が交互に背中にしがみつかせて運ぶ。生後2年で性成熟する。野生下での寿命は20 - 25年。

## 人間との関係
違法伐採などによる生息地の破壊、食用の狩猟などにより生息数は減少している。